# 대한민국 형사소송법 제83조
대한민국 형사소송법 제83조는 관할구역 외에서의 구속영장의 집행과 그 촉탁에 대한 형사소송법의 조문이다.

## 조문
제83조(관할구역 외에서의 구속영장의 집행과 그 촉탁) ① 검사는 필요에 의하여 관할구역 외에서 구속영장의 집행을 지휘할 수 있고 또는 당해 관할구역의 검사에게 집행지휘를 촉탁할 수 있다.
②사법경찰관리는 필요에 의하여 관할구역 외에서 구속영장을 집행할 수 있고 또는 당해 관할구역의 사법경찰관리에게 집행을 촉탁할 수 있다.

第83條(管轄區域 外에서의 拘束令狀의 執行과 그 囑託) ① 檢事는 必要에 依하여 管轄區域 外에서 拘束令狀의 執行을 指揮할 수 있고 또는 當該 管轄區域의 檢事에게 執行指揮를 囑託할 수 있다.
②司法警察官吏는 必要에 依하여 管轄區域 外에서 拘束令狀을 執行할 수 있고 또는 當該 管轄區域의 司法警察官吏에게 執行을 囑託할 수 있다.

## 참고 문헌
- 손동권 신이철, 새로운 형사소송법(초판, 2013), 세창, 2013. ISBN 9788984114081